# Théodore Geefs
Pour les articles homonymes, voir Geefs.
Théodore Geefs (né à Anvers le 15 février 1827 et mort à Londres le 1er janvier 1867) est un sculpteur belge qui a également exercé son art en Grande-Bretagne.

## Biographie

### Famille
Théodore Geefs, né à Anvers le 15 février 1827 est un membre de la famille Geefs, une fratrie de sept sculpteurs issus des deux mariages de Joannes Geefs (1779-1848), boulanger. Théodore Geefs est le second fils du second mariage de son père avec Dymphna Vermeulen (1788-1843).

### Formation et carrière

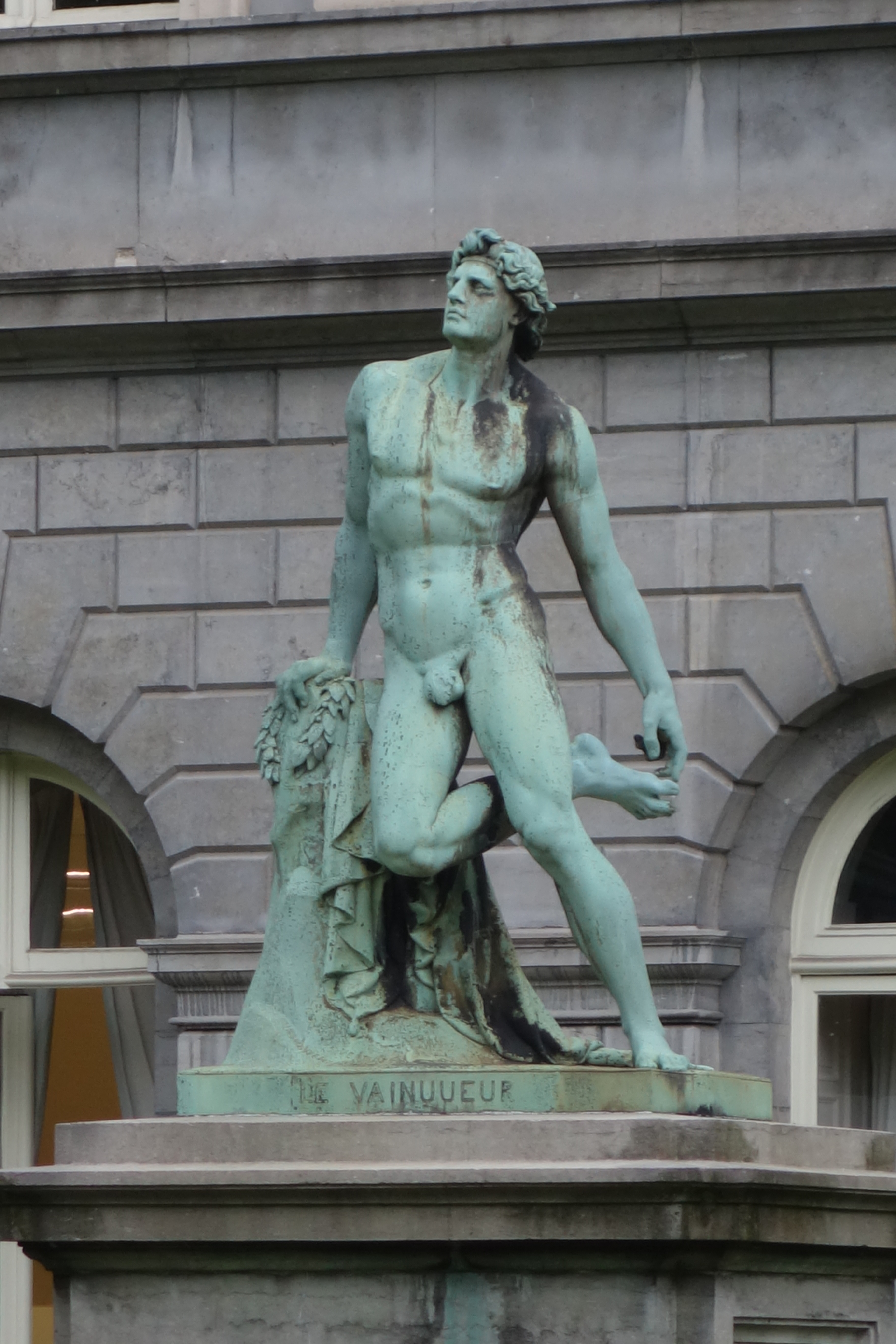
Le Victorieux au Palais des Académies.

Théodore Geefs étudie l'art à l'Académie royale des beaux-arts de Bruxelles, puis à l'Académie royale des beaux-arts d'Anvers, où son frère Joseph est professeur. Il obtient le premier prix de sculpture dans chacune des académies qu'il a fréquentées et participe au Salon de Bruxelles de 1848 en exposant un Buste de jeune fille, ainsi qu'au Salon d'Anvers de 1861, où il présente Jean Breydel, un modèle en plâtre.
À partir de 1862, Théodore Geefs continue à résider en Belgique, mais à l'issue de l'Exposition universelle de 1862 à Londres, où il expose sa statue en bronze Le Victorieux, il se fixe pour de longues périodes dans la capitale du Royaume-Uni, où son habileté technique étant reconnue, il prête son concours à plusieurs sculpteurs britanniques de renom. Cette tâche ingrate est cependant lucrative et lui permet de se consacrer également à la réalisation de quelques œuvres personnelles. En 1862, Théodore Geefs réalise deux statues personnifiant les provinces belges afin d'orner la galerie supérieure de la station nord de Bruxelles.

Il expose de nouveau au Salon de Bruxelles de 1863 un groupe en marbre intitulé Le Réveil de l'Amour. Cependant, la critique du quotidien L'Indépendance belge est plutôt défavorable : 

« Il faut être ingénieux, savant et très habile pour traiter un sujet mythologique sans tomber dans le fade. M. Théodore Geefs a tenté de résoudre le problème et n'y a pas réussi. Vénus tient sur ses genoux l'Amour qui s'est endormi et auquel elle a coupé le bout des ailes pendant son sommeil. L'Amour, à son réveil, se désole de la mutilation qu'il a subie. Il manque bien des choses à la Vénus de M. Théodore Geefs pour justifier sa renommée de grâce suprême. Pourquoi pose-t-elle un doigt sur ses lèvres ? Est-ce au public qu'elle fait ce signe de silence ? Le désespoir de l'Amour n'est pas un désespoir d'enfant. Il y a dans ce groupe assez de qualités techniques pour qu'on regrette que M. Théodore Geefs n'ait pas traité un autre sujet. »

### Mort
Théodore Geefs meurt à Londres le 1er janvier 1867, à l'âge de 39 ans.

## Œuvres
- Buste de jeune fille, salon de Bruxelles de 1848 ;
- Le Pêcheur, salon de Bruxelles de 1848 ;
- Saint Jean prêchant la rédemption[6] ;
- La Flandre orientale, fronton de la gare du nord de Bruxelles, 1862[4] ;
- La Province de Liège, fronton de la gare du nord de Bruxelles, 1862[4] ;
- Le Victorieux, avec son frère Jean Geefs, il réalise cette statue en bronze aujourd'hui dans le jardin du Palais des Académies[2] ;
- Psyché abandonnée, réalisée à Londres en 1864[6].